# Rolls-Royce
 For alternative betydninger, se Rolls-Royce (flertydig). (Se også artikler, som begynder med Rolls-Royce)
Rolls-Royce Group plc (LSE: RR.
) er en britisk multinational industrivirksomhed med hovedsæde i City of Westminster, London. Det er verdens næststørste producent af flymotorer (efter General Electric), desuden har virksomheden væsentlige forretningsområder inden for bådmotorer og energisektoren. Gennem sine forsvarsrelaterede aktiviteter er det verdens 18. største forsvarsleverandør målt på omsætning i 2010. I 2011 modtog koncernen ordrer for i alt 62,2 mia. britiske pund.
Rolls-Royce er børsnoteret på London Stock Exchange og en del af FTSE 100 Index. I december 2011 havde selskabet en markedsværdi på 13,58 mia. britiske pund og var dermed det 28. dyreste på London Stock Exchange.

## Historie

### Rolls-Royce biler
I 1904 fremstillede Henry Royce sin første bil og Charles Rolls solgte den. I 1906 slog de sig sammen i Roll-Royce og deres Silver Ghost blev årets bedste bil samme år.
De to fabrikanter opnåede hurtigt succes, og efter lanceringen af Silver Ghost modellen fra 1906 blev deres anseelse øget markant. Fremstilling af luksusbiler blev slået endeligt fast efter opkøbet af den skrantende konkurrent Bentley i 1931.
Dronning Margrethes fornemste køretøj er en Rolls-Royce Silver Wraith, årgang 1958, som fremdeles er den foretrukne model til officielle arrangementer. Bilen går populært under navnet Store Krone, opkaldt efter sin nummerplade forsynet med en enkelt stor krone.
I 1973 fraspaltes bil-divsionen fra moderselskabet og får navnet Rolls-Royce Motors.
Til Rolls-Royce 100 års jubilæum blev der lavet en konceptbil kaldet 100EX, året efter kom konceptet 101EX som blev vist først på Geneve Auto Show i 2006.

### Rolls-Royce flymotorer

#### 1. Verdenskrig
Da 1. verdenskrig brød ud havde de krigsførende parter kun få fly, men hurtigt indså de at kampfly var brugbare. Frankrig havde flest biler pr. tusind indbyggere og de franske bilfabrikker forsynede både den franske og den britiske flyindustri med Hispano-Suiza-, Gnôme- og Rhônemotorer. Det syntes briterne var flovt, så de henvendte sig til Rolls-Royce og bad dem lave flymotorer.
I 1915 havde Rolls-Royce tre motorer klar af forskellige størrelser, der for flymotorer havde den ret usædvanlige væskekøling.
Den kraftigste var Eagle (ørn), der var en V-12 med 225-360 hk. Den havde bombeflyet Handley Page O/100 to af og Royal Naval Air Service bombede de tyske Zeppelinerbaser. De ligeledes tomotorede Handley Page O/400 fra Royal Flying Corps bombede de tyske byer Køln, München, Stuttgart og Ruhrområdet. I slutningen af 1. verdenskrig modtog RAF de tomotorede Vickers Vimy- og firemotorede Handley Page V/1500-bombefly. V/1500 var i stand til at nå Berlin med 159 km/t og d. 8. november 1918 blev de beordret til det. Missionen blev aflyst pga. dårligt vejr og 11. november kom våbenhvilen.
Den mellemste motor hed Falcon (falk) og var en V-12 med 240 hk. Falcon blev bl.a. brugt af den tosædede Bristol F.2 Fighter. Den mindste var en "halv" motor, den 6-cylindrede Hawk (høg) med 75 hk. De ustive Sea Scout Zero luftskibe havde en Hawk-motor på deres søgen efter tyske ubåde. 60% af alle britiskfremstillede flymotorer under 1. verdenskrig kom fra Rolls-Royce og halvdelen af Ententemagternes hestekræfter i luften kom fra Rolls-Royce.
I 1919 blev Condor (kondor) på 675 hk færdig. Condor blev der brugt tre af på Blackburn RB-1 Iris flyvebåden. Da man mente at krig var utænkeligt efter slagterierne på Vestfronten og de brølende tyvere stod for døren og markedet var mættet med ex-militære fly, besluttede Rolls-Royce at gå ud af flymotorbranchen.
I 1923 overtalte RAF's chef luftmarskal Trenchard Rolls-Royce til at genoptage flymotorudviklingen.
Kestrel (tårnfalk) var en V-12 på 550-745 hk og kom frem i 1925. Rolls-Royce udnyttede amerikanske kemikeres oktanforbedringer til det yderste. Dette krævede at man kunne styre benzinens gas/væskeforhold ude i cylindrene. Et 135 °C. kølesystem med 70% vand og 30% etylenglykol sørgede for køling, især af de 24 ventiler.
Biplaner som Hawker Hart (enmotors bombefly), jagerflyene Hawker Fury og Hawker Nimrod samt det tomotorede bombefly Handley Page Heyford brugte Kestrelmotorer. Helmetalsmonoplaner som Miles Master-skoleflyet og Hitlers Messerschmitt Bf 109-prototype blev ligeledes drevet af Kestrelmotorer.
Flyfabrikken Bristol sørgede for at forsyne de engelske flyfabrikker med Bristol stjernemotorer, så Rolls-Royce solgte ikke så meget, som de kunne fremstille. Ved at deltage i kapracerflyvningen om Schneidertrofæet med engangsmotoren R på 1.785 hk, vandt Supermarine S6B trofæet, og Rolls-Royce PR.

#### 2. verdenskrig
Den mest berømte Rolls-Royce flymotor hedder Merlin fra 1933. Merlin er ikke opkaldt efter sagnkongen Arthurs troldmand, men efter det engelske navn for dværgfalk. Merlin har 12 cylindre anbragt i et 'V' med 60° vinkel, trækkende på den samme krumtapaksel. Krumtapakslen driver på de fleste modeller en totrinskompressor (ikke at forveksle med en turbolader) der fodrer de 24-27 liters slagvolumen med 6:1 kompression, også i højden.
Kraften på 720 til 2.050 hk blev overført via et reduktionsgear til, for det meste, en constant-speed propel.
Over 168.000 Merlinmotorer blev fremstillet; i 52 fabriksversioner. Da de britiske fabrikker blev bombet og de britiske fabriksarbejdere kæmpede i Afrika og Asien, fremstillede de amerikanske Packard-bilfabrikker en hel del Merlinmotorer på licens.
At have en Merlinmotor betyder ikke nødvendigvis at man er på vinderholdet. Boulton Paul Defiant var en tosædet jager med en motor. Under 1. verdenskrig var det smart at have en observatør til at rydde ens klokken 6-position. En 2. verdenskrigs-observatør havde en tung maskingeværkuppel, der gjorde Defiant’en til et let bytte for Luftwaffe.
Det lette og strømlinede bombefly Fairey Battle var konstrueret uden tunge og u-aerodynamiske maskingeværkupler og vejede kun 5 tons. Imidlertid havde man været fedtet og kun givet den een Merlinmotor, så de led svære tab på vestfronten i 1940.
Supermarine Spitfire vil for altid være knyttet til Merlinmotoren og selvom Hawker Hurricane brugte samme Merlin II og –III version under Slaget om England, huskes Spitfiren som det fly som "så mange havde så få at takke for så meget".
Spitfiren og Hurricanen var et resultat af en konkurrence RAF havde udskrevet om fremtidens jager i 1934. Spitfiren brugte monocoque-struktur (selvbærende karrosseri), et lille cockpit (mange piloter sagde at de tog flyet på!) og understellet lige under kroppen. Hurricanen var traditionelt opbygget af et metalskelet med tunge, ikkebærende kropsplader, et stort cockpit og understellet langt ude på vingerne (med dertil hørende forstærkning). Spitfiren vejede to tons og Hurricanen tre tons, så bl.a. derfor var Spitfiren bedst. Hurricane-piloterne var dog mere erfarne, da de havde deltaget i Slaget om Frankrig.
I 1940, da situationen var mest desperat for RAF (og hele den ikke-nazistiske verden) konstruerede man på ni uger en nødjager; Miles M-20. Miles M-20 var bygget i træ, med fast understel og havde samme Merlinmotor som Spitfiren, otte maskingeværer (som Spitfiren) men større ammunitionslast og længere flyvetid end den. Tophastigheden lå mellem Spitfiren og Hurricanen. Da det var piloter Fighter Command manglede mest, droppede man projektet.
Storbritannien var i defensiven og beordrede Bomber Command til at angribe Tyskland med tunge bombefly. Stort set alle Avro Lancaster og en del Handley Page Halifax brugte fire Merlinmotorer, resten brugte Bristol Hercules luftkølede stjernemotorer. Statistisk set, blev en Lancaster skudt ned på sit syvende togt, mens en Halifax blev skudt ned på sit fjerde. De første firemotorede Short Stirling blev skudt ned på deres tredje togt, men det var før Luftwaffe fik intensiveret sine Nachtjagdgeschwadern. Forskellen burde ikke skyldes Merlinmotoren, da væskekølede motorer er mere sårbare end luftkølede. To versioner af det hårdføre, mellemtunge bombefly Vickers Wellington var udstyret med to Merlinmotorer og blev også brugt af Coastal Command i ubådskrigen.
I 1940 fløj de Havilland Mosquito første gang. Det var et tomotors bombefly, bygget i krydsfiner og uden maskingeværkupler. De to Merlinmotorer fik det lette fly op på 669 km/t i marchhastighed, hurtigere end de fleste jagerfly. Mosquito’erne kunne nå Berlin og blev brugt som stifindere og natjagere.
USA producerede Curtiss P-40 Kittyhawk-jagerfly, som de forærede til RAF. De var udstyrede med en Merlinmotor og blev primært brugt mod italienerne og japanerne i første halvdel af krigen. En anden Merlinudrustet amerikansk jager var North American P-51 Mustang. RAF’s version havde ingen kompressor og var ikke den store succes. USAAF’s Mustanger havde kompressorer og eskorterede de amerikanske bombefly helt til Berlin.
Til søs byggede British Power Boats MTB (MotorTorpedoBoats) med tre Merlinmotorer til Royal Navy og Air Sea Rescue Launch (bevæbnede redningsfartøjer) med to Merlinmotorer til RAF.
Den simple og tungere udgave kaldet Meteor på 650 hk, blev indbygget i de britiske Rover Car Company Cromwell, Leyland Comet og Royal Ordnance Centurion-kampvogne (sidstnævnte kom dog først i kamp i Koreakrigen.
Rolls-Royce udviklede en stor X24 (24 cylindre i x-form) Vulture(grib) på 1.700 hk til et tungt bombefly; Avro Manchester. Den skulle benytte to Vulturemotorer, men kølingen var utilstrækkelig og motoren blev opgivet. Avro Manchester fik fire Merlinmotorer i stedet for og blev kaldt Lancaster.
Som en sikkerhed mod at Merlinmotoren var for avanceret, udviklede Rolls-Royce Peregrine (vandrefalk), en 700 hk V-12’er. Blev kun brugt af de tomotorede jagerbombere Westland Whirlwind.
Griffon (grif: bevinget løve med ørnehoved) var en videreudvikling af Merlinmotoren. Motorens dimensioner er lig ’R’-motoren, men havde op til 2.450 hk. Da Griffon kom frem i 1942 var jetalderen startet, men den kom da til at drive de sidste versioner af Spitfire. Fleet Air Arm havde også glæde af Griffonmotoren, da jetflyene endnu ikke kunne bruges fra hangarskibe. Fairey Firefly jagerflyet og Fairey Barracuda torpedobombeflyet havde en hver og det maritime patruljefly (landbaseret) Avro Shackleton havde fire Griffonmotorer.

#### Jetalderen.
Brigadegeneral Whittle udviklede den britiske jetmotor under firmaet Power Jets Ltd. I 1942 overtog Rolls-Royce hans jetmotor og satte den i produktion som Welland (Rolls-Royce navngiver jetmotorer efter engelske floder). Welland udviklede 771 kg trykkraft, havde ti brændkamre, brugte en blanding af petroleum og lavoktan benzin og havde en dobbelt centrifugalkompressor, i modsætning til de tyske aksialkompressorer. Det første britiske jetfly; Gloster E.28/39 fløj med et Whittle jetaggregat i 1941 og jagerflyet Gloster Meteor havde to Welland-jetmotorer. Meteorerne blev operative i 1944 og skød adskillige tyske V-1 krydsermissiler ned.
Rolls-Royce videreudviklede Welland til Derwent med 1.632 kg trykkraft og i 1944 fløj den første Derwent-udrustede Meteor. I november 1945 fløj et RAF Meteorjagerfly med Derwentmotorer 969,6 km/t, hvilket var den sidste britiske rekord.

#### 1944-53
Rolls-Royce udviklede Nene, der drev den første amerikanske jetjager Lockheed P-80 Shooting Star. Man gav også en Nene til Sovjetunionen, der piratkopierede den under navnet Klimov VK-1. MiG-15 jagerfly med disse jetmotorer kunne rydde himlen over Korea for FN-fly i midten af Koreakrigen. Nenemotorer kunne udvikle op til 2.585 kg trykkraft og blev senere brugt til enmotorede, hangarskibsbaserede Hawker Sea Hawk, Supermarine Attacker og Grumman F9 Panther (US Navy).
I starten af 1950’erne kom Tay, en videreudvikling af Nene med op til 3.175 kg trykkraft. Blev fremstillet på licens af amerikanske Pratt & Whitney som J48 til Grumman F9 Panther og af franske Hispano-Suiza som Verdon til Dassault Mystère-jageren. Meget få Boeing 727 (3-motoret) og Douglas DC-9 (2-motoret) passagerfly blev udstyret med Tay-motorer.
I 1945 kom den første turbopropmotor frem (en jetmotor der driver en propel) under navnet Rolls-Royce Dart. Dart har 2-trins-radialkompressor med syv brændkamre, leverer op til 2.250 hk og er leveret i over 7.000 eksemplarer til passagerflyene Fokker F27 Friendship (2-motoret) og Vickers Viscount (4).
Den større Rolls-Royce Tyne-turbopropmotor på 9.700 hk bruges der to af på de franske Breguet Atlantic maritime patruljefly og Aérospatiale C-160 Transall transportfly. De franske motorer er fremstillet af SNECMA.
Det britiske passagerfly Vickers Vanguard brugte 4 Tynemotorer og den store Saunders Roe SR.N-4 luftpudebåd brugte også fire Tynemotorer.
I 1950 kom Rolls-Royces første aksialjetmotor Avon på markedet og med en primitiv efterbrænder kunne den yde 4,3 tons trykkraft. Aksialkompressoren var en tysk opfindelse, der havde en større ydeevne end radialkompressoren. Aksialkompressoren kan dog "stalle", hvilket vil sige at luftstrømmen vender, det kan en radialkompressor ikke.
De første jetpassagerfly de Havilland Comet (4-motoret) og Sud Aviation Caravelle (2-motoret), det første britiske jetbombefly English Electric Canberra (2-motoret), første britiske pilvingede jagerfly Hawker Hunter (1-motoret) og den svenske Saab 32 Lansen (1-motoret) havde alle Avonmotorer. Bombeflyet Vickers Valiant (4-motoret), hangarskibsflyet Supermarine Swift (1-motoret) og overlydsjageren English Electric Lightning (2-motoret) brugte også Avonmotorer.
Volvo Flygmotor fremstillede Avonmotorer på licens som RM6C til Saab 35 Draken  kampflyet (1-motoret).
I 1984 opnåede bilen Thrust 2 en hastighed på 1.019 km/t på en udtørret saltsø i Nevada. Den var udrustet med en Rolls-Royce Avon 302 (fra en Lightning) med efterbrænder og med 7,7 tons trykkraft.

#### 1954-63
I 1954 var Rolls-Royce Conway den første turbofan-motor der blev taget i brug, med en trykkraft på op til 8.959 kg. Conway blev brugt af passagerflyet Vickers VC-10 (fire motorer i halen) og bombeflyet Handley Page Victor (fire i vingeroden). De firemotorede amerikanske passagerfly Boeing 707 og Douglas DC-8 kunne udstyres med Conway-motorer.
Rolls-Royce Spey er en mindre turbofan-motor med op til 4.959 kg trykkraft til små rutefly og store forretningsfly. Eksempler på flytyper er Grumman Gulfstream (2-motoret), Fokker F28 (2), BAC One-Eleven (2) og Hawker-Siddeley Trident (3).
Militært blev Spey indbygget i RAF's og Royal Navys F-4 Phantom (2), patruljeflyet Bae Nimrod (4), jagerbomberen Blackburn Buccaneer (2), træningsflyet AMX International AMX (1) og det amerikanske Vought A7 Corsair (1 motor under navnet Allison TF-41).
I 1997 gennembrød bilen Thrust SSC (SuperSonic Car) lydmuren på en udtørret saltsø i Nevada. Den var udrustet med to Rolls-Royce Spey 205 (fra RAF Phantomfly) med efterbrændere og med en samlet trykkraft på 20 tons.
Rolls-Royce overtog Bristol i 1966. RR-Bristol Nimbus er en 1.050 hk turboskaft-motor til Westland Scout/Wasp helikopterne fra 1960/62.
I 1956 fik Westland licens på at producere Sikorsky S-58 helikoptere som Wessex. Bristol fik licens på at producere General Electric T-58 turboskaft-motor som RR-Bristol Gnome på 1.850 hk. Westland Wessex fik 2 Gnome i stedet for den oprindelige stempelmotor. I 1969 fremstillede Westland Sikorsky S-61 Sea King helikoptere på licens med 2 Gnome-motorer. Den japanske Kawasaki Bk-117 kopi af Boeing Sea Knight bruger 2 Gnome og luftpudebåden Saunders Roe SR.N5 bruger en.
Bristol brugte navne fra den græske mytologi og RR-Bristol Proteus på 12.750 hk blev i Søværnet brugt til at drive Søløven-klassen og Willemoes-klassen torpedobåde, med tre motorer i hver.

#### 1964-73
Bristol udviklede RR-Olympus, med 7.718 kg trykkraft. Olympus er mest kendt for at drive Aérospatiale-BAC Concorde (4 motorer), men blev også brugt til bombeflyet Avro Vulcan (4) kendt fra Falklandskrigen.
Fire Olympus-motorer driver hangarskibene af Invincible-klassens skruer og to stk. driver hver af Royal Navys type 42-destroyere og type 21-fregatter.
En anden kending fra Falklandskrigen er Hawker Harrier og Bae Sea Harrier. Disse STOVL kampfly bruger en Bristol RR-Pegasus turbofan med fire justerbare luftudtag på i alt 9.752 kg trykkraft.
Bristol RR-Orpheus er en lille 2.050 kg trykkraftsmotor til træningsflyet Hawker Siddeley Gnat (kendt fra opvisningsholdet Red Arrows).
Armstrong Siddeley (blev opslugt af Bristol 1959) RR-Viper på 1.995 kg trykkraft bruges af træningsflyene Hunting Percival Jet Provost og italienske Aermacchi MB339 (begge er 1-motoret).
Det amerikanske tremotorede passagerfly Lockheed L-1011 TriStar skulle udelukkende have RB-211 (Rolls-Royce Barnoldswick-fabrikken) turbofaner med 19 tons trykkraft. Rolls-Royce havde så store problemer med dette projekt, at de gik konkurs. Den britiske regering nationaliserede Rolls-Royce for at redde virksomheden og i 1971 fik Tristar’en sine motorer. Desværre for Lockheed/Rolls-Royce overtog McDonnell Douglas DC-10 markedet imens.
RB-211 bruges også af en del Boeing 747-jumbojet (4 motorer), Boeing 757 (2), Boeing 767 (2) og Tupolev Tu-204 (2).
Bristol Siddeley fremstillede også Odin ramjetmotorer til bl.a. BAe Dynamics Sea Dart luftværnsmissiler til Royal Navy.
Rolls-Royce indgik med 40% af ejerskabet i Turbounion i 1969, et britisk-italiensk-tysk konsortium, med henblik på at konstruere en motor til det multinationale Panavia Tornado kampfly. RB-199 Mk 101 turbofanmotoren til Tornado IDS-jagerbomberen udvikler 3,6 tons trykkraft og det dobbelte med efterbrænderen slået til. RB-199 Mk 104 til Tornado ADV-jageren udvikler 4,1 tons trykkraft og 7,4 tons med efterbrænder. Mk 104 er forlænget ifht. Mk 101.

#### 1974-83
I 1975 kom Gem ("ædelsten") turboskaft-motoren, der er opbygget af syv moduler, der relativt let kan udskiftes (kræver dog afprøvning i prøvestand). For at gøre motoren kortere har den tre aksler indeni hinanden, således at planetgearkassen (modul 1) foran er forbundet med 2-trinsaksial-powerturbinen (modul 7) agterst. Bag gearkassen ligger 4-trinsaksial-lavtrykskompressoren (modul 3) der drives af 1-trinsaksial-lavtryksturbinen (modul 6) foran powerturbinen. I midten ligger radial-højtrykskompressoren (modul 4) der drives af 1-trinsaksial-højtryksturbinen (også modul 4). I brændkammeret (også modul 4) skifter luften retning tre gange: 90°, 180° og 180°. Denne manøvre forkorter motoren med 50%. Modul 2 er akslen mellem modulerne 1 og 7, der også kan angive vridningsmomentet. Modul 5 drives af højtrykskompressoren og driver diverse tilbehør; oliepumpe, oliekøler, jævnstrømsgenerator og hydraulikpumpe. En måde at spare vægt på er at lade startermotoren og generatoren være den samme; startergenerator. Den tunge jernkerne og de tunge kobberspoler bliver hermed brugt to gange.
Gemmotoren vejer 156 kg og yder 1.120 hk. Den blev udviklet til Westland Lynx  helikopteren, der bruger to Gem-motorer. Den italienske Agusta A129 Mangusta kamphelikopter bruger også to Gemmotorer.

#### 1994-2003
Rolls-Royce udviklede Trent turbofan-motoren med op til 47 tons trykkraft. Bliver brugt af en del tomoterede Airbus A330 og Boeing 777 og firemotorede Airbus 340. Det gigantiske Airbus 380 superjumbofly skal udelukkende drives af fire Trent-motorer.
Liberty er en speciel turboskaft-motor der driver Boeing V-22 Osprey, der er en hybrid i mellem en helikopter og et fastvingefly. Den bruger to Libertymotorer på 6.000 hk hver.
I samarbejde med Turbomeca har Rolls-Royce udviklet RTM322 til de nye AgustaWestland AW101Merlin  helikoptere, der bruger tre styks. RAF's AgustaWestland WAH-64 Apache kamphelikoptere bruger to RTM322. Den udvikler 2.100-3.000 hk.

### Rolls-Royce atomreaktorer
I 1960 købte Rolls-Royce stumperne til en amerikansk Westinghouse S5W atomreaktor til ubåde. Rolls-Royce samlede atomreaktoren til Royal Navys første atomdrevne ubåd: HMS Dreadnought. Det var en jagtubåd (SSN) og kedlerne udviklede 15.000 hk. I 1978 blev den sendt til Falklandsøerne, da man troede Argentina ville invadere øerne.
I 1966 købte Rolls-Royce tegningerne af Westinghouse og producerede selv PWR1 (Pressurized Water Reactor). Kedlen kunne udvikle 15.000 hk og blev brugt i følgende klasser:
- 2 HMS Valiant-klassen SSN.
- 4 HMS Resolution-klassen SSBN (med 16 Polaris-atommissiler, 3 stk. 200 kT sprænghoveder).
- 3 HMS Churchill-klassen SSN. Bl.a. HMS Conqueror, den eneste atomubåd der har sænket et skib i krigstid.
- 6 HMS Swiftsure-klassen SSN.
- 7 HMS Trafalgar-klassen SSN.

I 1985 udviklede Rolls-Royce sin egen atomreaktor: PWR2 på 27.500 hk. Den er bygget så den ikke skal have skiftet reaktorkerne undervejs. Bruges i:
- 4 HMS Vanguard-klassen SSBN (med 16 Trident II-atommissiler, 8 stk. 100 kT sprænghoveder).
- 3 HMS Astute-klassen, under konstruktion.

## Eksterne links
- Rolls-Royce Motor Cars – officiel website

- Wikimedia Commons har flere filer relateret til Rolls-Royce

50°51′13.1″N 0°44′44.2″V / 50.853639°N 0.745611°V